# St. Peter’s Catholic Church (Rensselaer, Missouri)

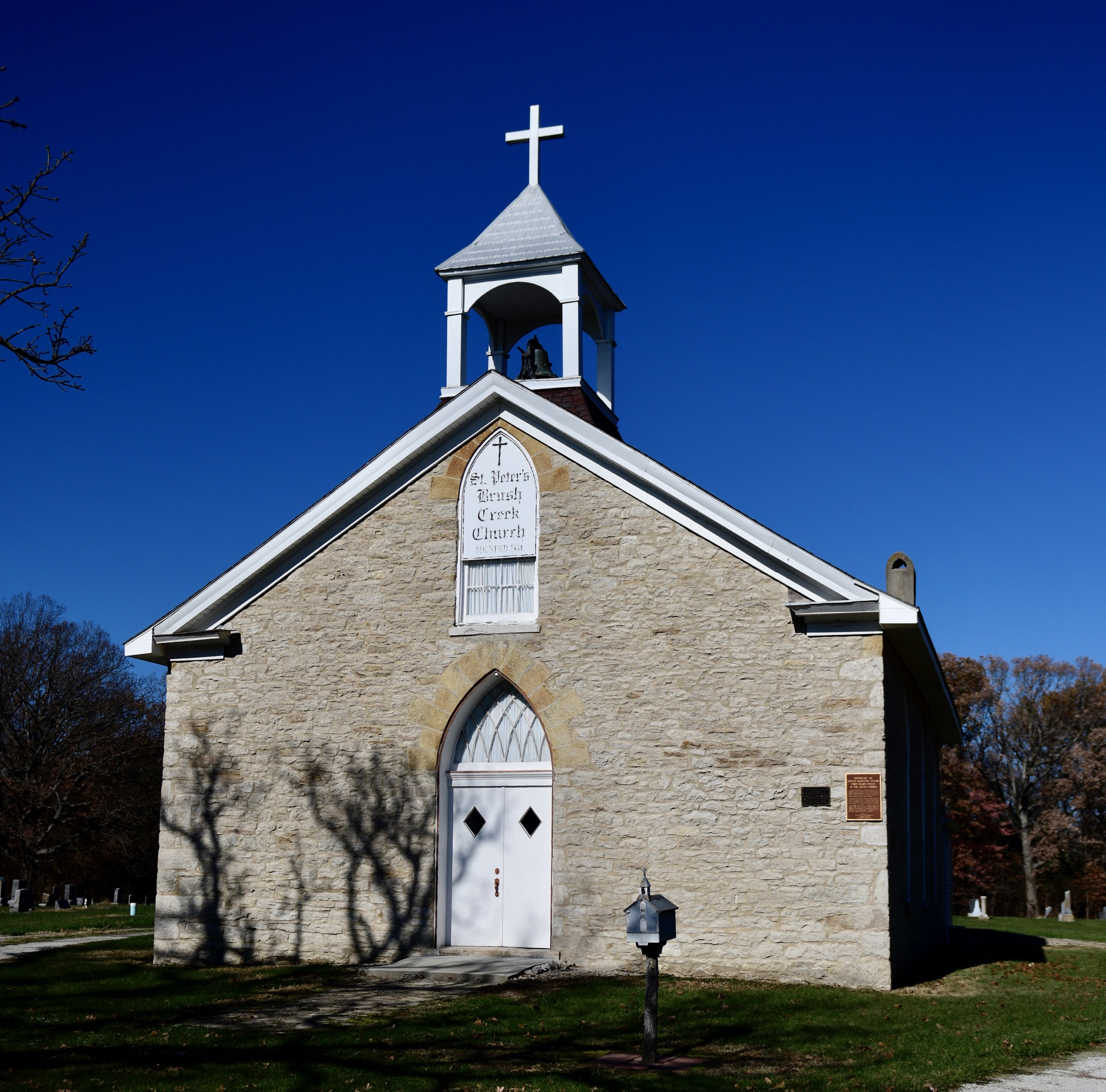

St. Peter’s Catholic Church, nach dem nahe gelegenen Bach auch als Brush Creek Church bekannt, ist eine historische römisch-katholische Kirche in der Nähe von Rensselaer, Ralls County, Missouri. Die Kirche wurde um 1862 erbaut und ist ein einstöckiges, rechteckiges Kalksteingebäude mit Kalkstein- und Sandsteinverzierungen. Es wird von einem Satteldach mit Glockenturm gekrönt. Es verfügt über Spitzbogenfenster. In der Kirche wurde Augustus Tolton, der erste afroamerikanische Priester, getauft.
Seit dem 14. November 1980 ist sie im National Register of Historic Places gelistet. Sie führt die Nummer 80002392.